# Sebastián Caulier
Sebastián Caulier (Província de Formosa, 1984) és un director i guionista argentí de cinema.

## Biografia
Sebastián Caulier va diplomar a l'Escuela Nacional de Experimentación y Realización Cinematográfica (ENERC). Va iniciar les seves activitats en el món cinematogràfic en 2002. Des de llavors ha treballat en diversos curts, entre ells la seva participació en el projecte Historias breves, concurs organitzat per l'INCAA que recopila curtmetratges de diversos realitzadors. Caulier va ser seleccionat per a participar en el volum 5 del projecte amb el seu curt Extraños.

## Filmografia

### Llargmetratges
- La inocencia de la araña (2011)
- El corral (2017)
- El monte (2022)

### Curtmetratges
- Ave María (2002)
- Perro muerto (2004)
- Qué pasó con Pablo (2005)
- Historias breves V: Los extraños (2009)

## Premis i nominacions
| Any  | Premi                  | Categoria            | Pel·lícula | Resultat | Ref.  |
| ---- | ---------------------- | -------------------- | ---------- | -------- | ----- |
| 2023 | Premis Cóndor de Plata | Millor director      | El monte   | Nominat  | [ 2 ] |
| 2023 | Premis Cóndor de Plata | Millor guió original | El monte   | Nominat  | [ 2 ] |
| 2023 | Premis Sur             | Millor fotografia    | El monte   | Nominat  | [ 3 ] |